# Cantón de Balleroy
El cantón de Balleroy era una división administrativa francesa, que estaba situada en el departamento de Calvados y la región de Normandía.

## Composición
El cantón estaba formado por veintidós comunas:
- Balleroy
- Bucéels
- Cahagnolles
- Campigny
- Castillon
- Chouain
- Condé-sur-Seulles
- Ellon
- Juaye-Mondaye
- La Bazoque
- Le Molay-Littry
- Le Tronquay
- Lingèvres
- Litteau
- Montfiquet
- Noron-la-Poterie
- Planquery
- Saint-Martin-de-Blagny
- Saint-Paul-du-Vernay
- Tournières
- Trungy
- Vaubadon

## Supresión del cantón de Balleroy
En aplicación del Decreto nº 2014-160 de 17 de febrero de 2014, el cantón de Balleroy fue suprimido el 22 de marzo de 2015 y sus 22 comunas pasaron a formar parte; quince del nuevo cantón de Trévières, cinco del nuevo cantón de Bayeux, una del nuevo cantón de Aunay-sur-Odon y una del nuevo cantón de Bretteville-l'Orgueilleuse.